# Capdrot

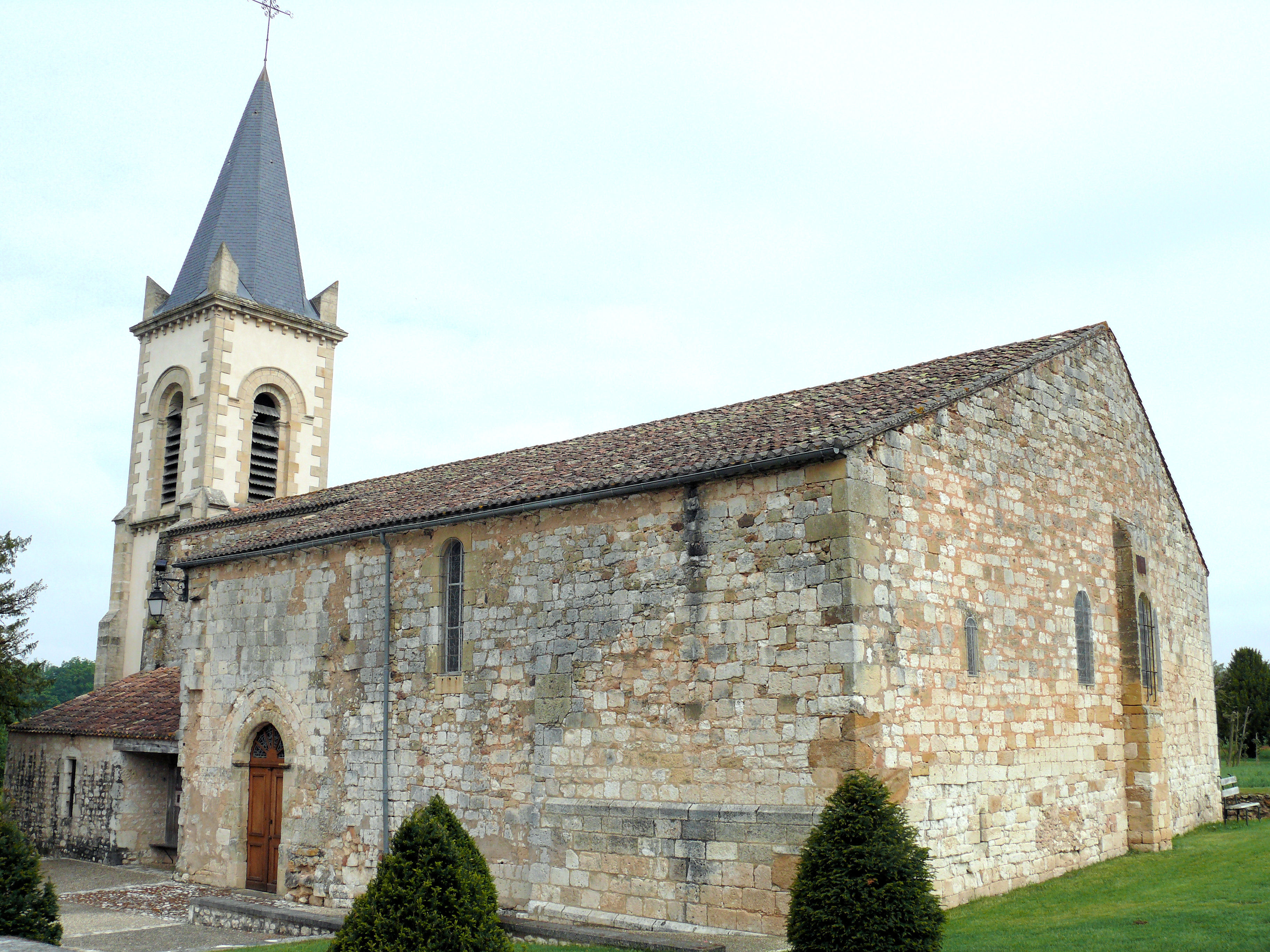
Kerk

Capdrot is een gemeente in het Franse departement Dordogne (regio Nouvelle-Aquitaine) en telt 488 inwoners (2005). De plaats maakt deel uit van het arrondissement Bergerac.

## Geografie
De oppervlakte van Capdrot bedraagt 45,6 km², de bevolkingsdichtheid is 10,7 inwoners per km².
De onderstaande kaart toont de ligging van Capdrot met de belangrijkste infrastructuur en aangrenzende gemeenten.

## Demografie
Onderstaande figuur toont het verloop van het inwonertal (bron: INSEE-tellingen).